# Super Mario All-Stars
Super Mario All-Stars (スーパーマリオコレクション, Sūpā Mario Korekushon, litt. Super Mario Collection) est un jeu vidéo de plate-formes développé par Nintendo EAD et édité par Nintendo. Il est sorti en 1993 sur Super Nintendo. Il s'agit d'une compilation qui contient un remake des quatre premiers jeux en deux dimensions de la série Super Mario.

## Système de jeu
Super Mario All-Stars est une compilation qui contient une version remastérisée des quatre premiers jeux de la série Super Mario, soit Super Mario Bros., la version occidentale et la version japonaise — renommée Super Mario Bros.: The Lost Levels — de Super Mario Bros. 2 et Super Mario Bros. 3. Chaque jeu, sorti à l'origine sur Nintendo Entertainment System ou sur Famicom, tire profit de graphismes et d'effets sonores en 16 bits. 
La version japonaise de Super Mario Bros. 2, jusqu'alors inédite en dehors du Japon, est incluse dans la compilation et comporte quelques différences afin de rendre le jeu plus facile. Par exemple, les niveaux comportent plus de champignons 1-UP qui donnent une vie supplémentaire au joueur et comptent davantage de points de passage. Super Mario All-Stars inclut la possibilité de sauvegarder sa partie pour chaque jeu, permettant au joueur de reprendre sa progression à tout moment. La compilation propose aussi un mini-jeu jouable à deux joueurs simultanément basé sur Mario Bros. accessible à partir du jeu Super Mario Bros. 3.

## Commercialisation
Super Mario All-Stars sort sur Super Nintendo le 14 juillet 1993 au Japon, le 11 août 1993 en Amérique du Nord et le 16 décembre 1993 en Europe. Une version améliorée de la compilation voit le jour en 1994. Intitulée Super Mario All-Stars + World, elle propose le jeu Super Mario World en supplément.
À l'occasion du 25e anniversaire de Super Mario Bros., le jeu ressort sur Wii le 21 octobre 2010 au Japon, le 2 décembre 2010 en Australie, le 3 décembre 2010 en Europe et le 12 décembre 2010 en Amérique du Nord. Cette réédition contient une version émulée de Super Mario All-Stars, un livre de 32 pages contenant des dessins de Shigeru Miyamoto et l'histoire de Mario et un CD audio contenant les principaux thèmes de la saga et les bruitages de Super Mario Bros.,.
Pour lancer la célébration des 35 ans de Super Mario Bros, en 2020, Nintendo a décidé de proposer le jeu Super Mario All-Stars gratuitement aux abonnés du service Nintendo Switch Online, en ajoutant le jeu au catalogue de titres disponibles dans l'application Super Nintendo. La compilation a ainsi été ajoutée le 3 septembre 2020, faisant de ce jeu le premier titre à commémorer les 35 ans de la franchise. 

## Accueil

### Ventes
Le succès de cette compilation en fit l'un des premiers « Million seller » de la Super Nintendo, et l'un des jeux les plus vendus de la console. Les ventes sont de 2,12 millions d'exemplaires au Japon. Mondialement, il s'est écoulé à 10,55 millions de copies.
- En Europe, un pack promotionnel, avec une Super Nintendo, Super Mario All-Stars et parfois un Super Game Boy voit le jour.
- Aux États-Unis, Nintendo offrait le jeu contre la preuve d'achat d'une Super Nintendo ainsi que 3,50 $ (pour couvrir les frais d'envois)[réf. nécessaire].

## Postérité
Les rééditions de Super Mario Bros. 2 et Super Mario Bros. 3 (Super Mario Advance 1 et 4) sorties sur Game Boy Advance sont fondées sur les versions modifiées incluses dans Super Mario All-Stars.